# Stow Creek (rivier in New Jersey)
Stow Creek is een 29 kilometer lange zijrivier van Delaware Bay in de county's Salem en Cumberland in het zuiden van de Amerikaanse staat New Jersey. Het riviertje vormt een deel van de grens tussen die twee county's. De township Stow Creek, op de oostelijke oever, dankt haar naam aan de waterloop.